# КПВ (футбольний клуб)
Кокколан Пало-Вейкот (фін. Kokkolan Pallo-Veikot) — фінський футбольний клуб з Кокколи, заснований у 1930 році. Виступає у  Вейккауслізі. Домашні матчі приймає на «Кокколан Кескускента», місткістю 2 000 глядачів.

## Досягнення
- Чемпіонат Фінляндії
  - Чемпіон (1): 1969
  - Срібний призер (1): 1973
  - Бронзовий призер (2): 1971, 1975

- Кубок Фінляндії
  - Фіналіст (2): 1982, 2006.